# Орден Республики Черногория
Орден Республики Черногория (черног. Orden Republike Crne Gore, Орден Републике Црне Горе) — высший государственный орден Черногории. Президент Черногории награждает орденом выдающихся личностей. Носится на орденской цепи (1-я степень) или на орденской ленте (2-я степень).

## Внешний вид
Цепь ордена из серебра длиной 95 см состоит из 10 медальнов круглой формы диаметром 3 см каждый, соединённых между собой декоративными переплетениями. 
На медальонах представлены не повторяющиеся изображения, связанные с  историей и культурой Черногории: герб Воиславлевичей, герб Петровичей, печать архонта Петра, печать Петра I, герб Балшичей, герб Черноевичей, элемент из «Октоиха» с буквой K, буква Р с короной из книги Божидара Вуковича, изображение Матери-Черногории в виде кариатиды в Мавзолее Негоша и портрет черногорского воина с картины Петара Лубарды «Битва под Вучьим Долом».

## Степени ордена
Орден Республики Черногория имеет две степени.
| 1 степень | 2 степень |
| --------- | --------- |
|           |           |

## Награждённые
- 2018 —  Бойко Борисов[3]
- 2017 —  Йенс Столтенберг[4]
- 2017 —  Абдалла II ибн Хусейн[5]
- 2016 —  Росен Плевнелиев[6]